# Charles d'Éon de Beaumont
Pour les articles homonymes, voir Chevalier d'Éon (homonymie), Eon, Charles de Beaumont et Beaumont.
Chevalier d'Éon
Charles d'Éon de Beaumont, ou Charlotte d’Éon de Beaumont, dit le chevalier d'Éon ou chevalière d’Éon, né le 5 octobre 1728 à l’hôtel d'Uzès de Tonnerre, et mort le 21 mai 1810 à Londres, est un diplomate, espion, officier, et personnalité de lettres français.
D’Éon a joué un rôle important dans la diplomatie officielle et surtout dans la diplomatie parallèle de Louis XV. Il a contribué à faire basculer la Russie dans le camp français au début de la guerre de Sept Ans. Puis, lors de son ambassade en Angleterre, il a élaboré, entre autres, un plan d’invasion du pays par la mer.
D’Éon a vécu habillé en homme pendant quarante-neuf ans et en femme pendant trente-deux ans, ce qui a amené ses contemporains à spéculer sur son sexe, et en a fait l’un des personnages les plus énigmatiques du XVIIIe siècle.
Mondain et érudit, D’Éon a écrit des essais sur des sujets aussi divers que précis (par exemple : Mémoire sur l'utilité de la culture des mûriers et de l'éducation des vers à soie en France).

## Biographie

### Origines familiales
Si l'on en croit la généalogie, revue et vérifiée en 1775, que le chevalier d'Éon fait publier en 1779 par de la Fortelle,, la souche de sa famille serait en Bretagne et la même que celle des « le Senéchal » de Bretagne,. Deux membres de la lignée, le comte de Kercado et le marquis de Molac, s'élevèrent aussitôt contre ces prétentions, soutenant que le nom « d'Éon » n'était pas patronymique et qu'il n'y avait jamais eu de telle famille en Bretagne,. Ils assignèrent le chevalier d'Éon au Châtelet de Paris « pour voir dire qu'il serait tenu de prouver les faits par lui avancés, ou de s'en rétracter et de leur en faire une réparation authentique, ».
Deux sentences, publiées dans le no 39 du Mercure de France de l'année 1780, intervenues au Châtelet de Paris sur cette contestation le 27 août 1779, puis, sur appel du chevalier, le 22 août 1780, ont laissé le chevalier d'Éon dans la possession incontestable de tirer son origine des Éon de Bretagne.
Le chevalier descendrait de l'hérésiarque du XIIe siècle, Éon de l'Étoile,, condamné en 1148 par un concile de Reims, qui quitta la Bretagne et parcourut les diocèses de Sens, de Reims et de Langres, accompagné de plusieurs de ses parents qui s'étaient faits ses disciples.[réf. nécessaire] Après sa condamnation, ses parents ne retournèrent pas en Bretagne, mais se fixèrent dans plusieurs des pays[Lesquels ?] où les avait conduits leur chef.[réf. nécessaire] Quelques-uns d'entre eux s'établirent à Ravières et formèrent la branche d'où est issu le chevalier. Ils conservèrent leur nom et les trois étoiles d'or pour armes parlantes ; ils y ont ajouté depuis un coq au naturel, tenant en son pied dextre levé un cœur enflammé de gueules au chef d'azur, symbole de la vigilance et de l'enthousiasme d'Éon de l'Étoile, avec cette devise : vigil et audax,,,.
La généalogie par filiation suivie de cette famille commence à Robert d'Eon,, dit de Molesmes, né en 1309, faute de pouvoir remonter plus haut, avec preuves suffisantes, à cause de l'incendie général, qui consuma entièrement la ville de Tonnerre le 8 juillet 1556. François-Alexandre Aubert de La Chenaye-Desbois en publie une en 1865, laquelle reprend intégralement les travaux de la Fortelle publiés en 1779, qu'il actualise et complète. La lignée agnatique des descendants conduit en 1576 à André d'Éon, né à Ravières,.
Gustave Chaix d'Est-Ange note en 1918 à propos de la famille d'Éon que La Chesnaye des Bois en a donné une généalogie très détaillée, en faisant remonter la filiation au XIVe siècle. « Dans la réalité », écrit-il, « la famille d'Éon paraît avoir simplement appartenu à la haute bourgeoisie de sa région. On ne voit pas, en tout cas, qu'elle ait jamais fait reconnaître sa noblesse par jugement, ni même qu'elle ait fait enregistrer son blason à l'Armorial général de 1696 », blason qu'Henri Jougla de Morenas mentionne dans son Grand Armorial de France publié en 1935. Chaix d'Est-Ange reprend ensuite l'arbre descendant agnatique d'André Déon des généalogies précédentes.
Plus récemment Jean-Robert Blot, a entrepris, grâce aux sources aujourd'hui disponibles, de vérifier les travaux de la Fortelle établis et dressés du vivant du chevalier, où l'on trouve une attestation d'état noble le concernant. Il conclut que cette généalogie est erronée pour la partie la plus ancienne remontant à Éon de l'Étoile, ajoutant que le patronyme Deon est fréquent dans la région de Ravières, Ancy-le-Franc, Chassignelles.
Pour Blot, « l’ancêtre attesté de cette famille est André Deon, il aurait un frère Nicolas qui aurait fait trois pèlerinages à Rome dont au moins un pied nu et qui se serait retiré dans un ermitage près de Ravières. Cette famille est une famille bourgeoise qui va s’élever dans la société tonnerroise, mais elle n’arrivera pas à se faire passer pour noble, notamment en 1668. Comme il est d’usage à l’époque dans toutes les familles bourgeoises, les différents enfants vont porter des surnoms ajoutés à leur nom (souvent un lieu-dit ayant un rapport avec leur propriété) ».

### Jeunesse

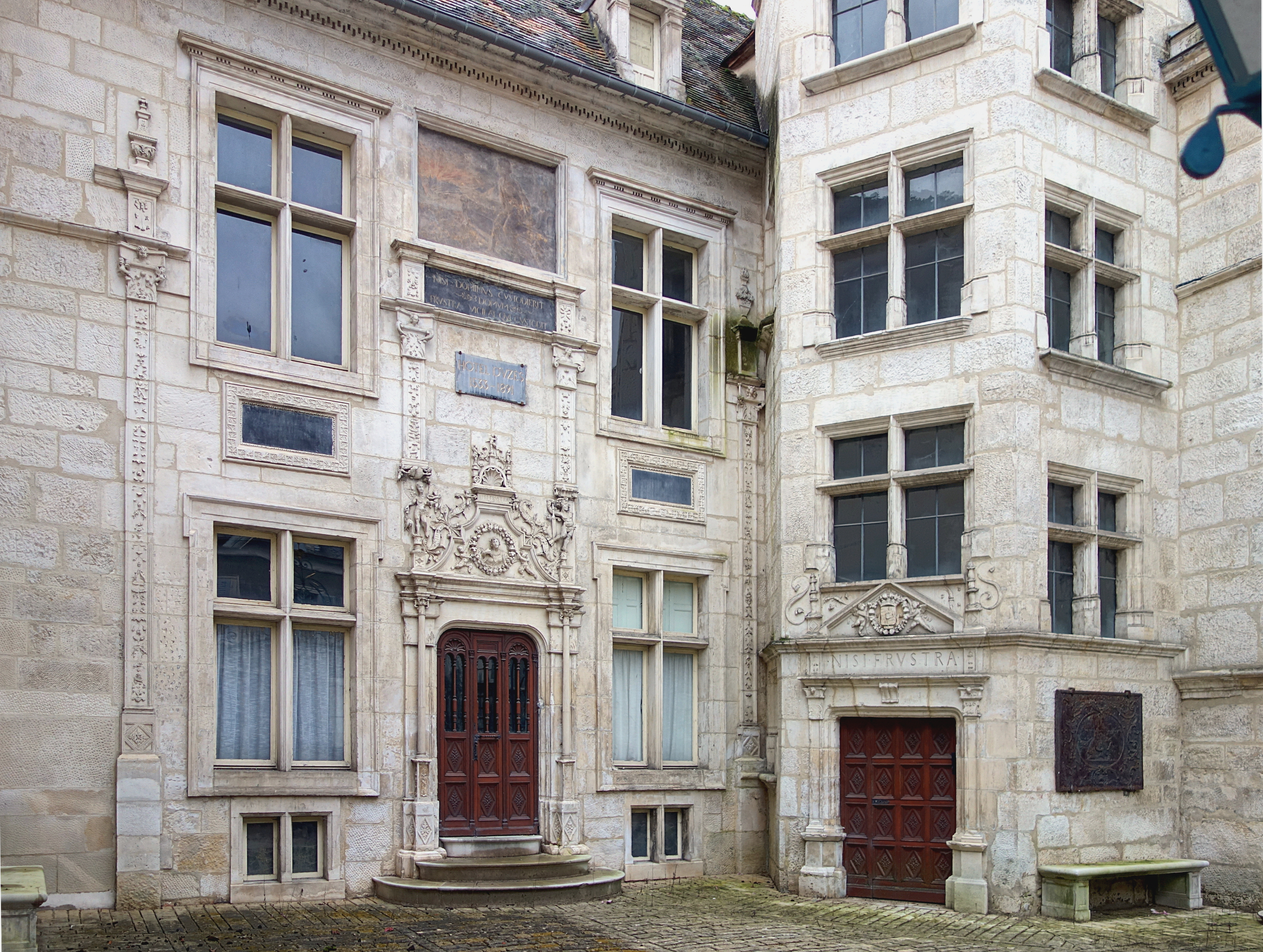
Hôtel d'Uzès, lieu de naissance du chevalier d'Éon.

Charles-Geneviève d’Éon naît le 5 octobre 1728,, à l'hôtel d'Uzès de Tonnerre et est baptisé deux jours plus tard, le 7 en l'église Notre-Dame de Tonnerre. Il raconte dans son autobiographie, Les Loisirs du chevalier d'Éon de Beaumont, qu'il est né « coiffé », c'est-à-dire couvert de membranes fœtales, tête et sexe cachés, le médecin qui a accouché sa mère étant incapable de déterminer son sexe. (Il semble que cette dernière affirmation d'Éon n'est en fait qu'un stratagème pour brouiller davantage la vérité de son genre.) Il est le fils de Louis Déon (ou d'Éon) de Beaumont,,, avocat au Parlement de Paris, conseiller du roi, maire élu de la petite ville bourguignonne de Tonnerre, subdélégué de l'intendance de Paris, inspecteur ou contrôleur ambulant au domaine du roi, et aussi directeur des domaines viticoles du roi[réf. nécessaire] ; il s’enrichit dans le commerce du vin[réf. nécessaire]. Sa mère, Françoise de Chavanson, est la fille d'un commissaire général des guerres aux armées d'Espagne et d'Italie.
Il commence ses études à Tonnerre, puis, en 1743, il s’installe à Paris, chez son oncle Michel d'Éon de Germigny,, pour les poursuivre au prestigieux collège Mazarin.
Il obtient un diplôme en droit civil et en droit canon en 1749 ; il a alors vingt et un ans. Tradition familiale oblige, il devient le 22 août 1748, avec une dispense d'âge, avocat au parlement de Paris. Il songe un moment à entrer dans les ordres. Il montre des talents en équitation, et encore plus en escrime, où son habileté est telle qu'il ne tarde pas à être reconnu comme l'une des premières épées de France. En même temps il écrit beaucoup et commence à publier, en 1753, Considérations historiques et politiques. Ses ouvrages sont remarqués.
Par ailleurs, le jeune chevalier, brillant en société, n’a pas de mal à se créer un réseau de relations, au nombre desquelles on trouve bientôt le prince de Conti, prince du sang, cousin du roi Louis XV, lequel le nomme censeur royal pour l'Histoire et les Belles-Lettres. En tant que responsable de la censure royale, tout écrit concernant ces deux domaines doit recevoir son imprimatur avant d’être publié. D'Éon a su gagner tout particulièrement la faveur du prince, en retouchant ou faisant parfois ses couplets et ses madrigaux.

### Carrière
Charles-Geneviève d'Éon est recruté dans le « Secret du Roi ». Ce cabinet noir, créé par Louis XV, est considéré comme la première structure de services secrets vraiment organisée et pérenne en France. Il mène une politique étrangère parallèle à la diplomatie officielle, et parfois très différente de cette dernière.[réf. nécessaire] Les autres conseils royaux ignorent son existence, y compris celui des « Affaires étrangères ». Les pays étrangers non plus. Le chevalier d’Éon est donc considéré comme un des premiers espions français. Ces agents ont toute latitude pour arriver à leurs fins, par les moyens de leur choix, même s’ils sont illégaux. Le cabinet est dirigé par le prince de Conti puis par le comte de Broglie.
En font partie notamment le maréchal de Noailles, Vergennes, Breteuil, Beaumarchais.

#### Saint-Pétersbourg
Selon certaines sources[Lesquelles ?], d'Éon est recruté dans le service secret par le roi lui-même, qui le rencontre dans un bal costumé déguisé en femme.[réf. nécessaire] Le monarque est séduit par cette jolie personne. Après avoir compris qu’il s'agit d'un homme, il pense qu'ainsi déguisé, il pourrait approcher la tsarine Élisabeth Ire sans attirer sa méfiance.[réf. nécessaire] On est en juin 1756, la guerre de Sept Ans commence. Il a pour mission de convaincre la souveraine de faire alliance avec la France. Sous le nom de Lia de Beaumont, il parvient à l'approcher, il devient sa lectrice, et il parvient à plaider la cause française à la Cour de Russie plus efficacement que les ambassadeurs officiels.[réf. nécessaire]
En fait, il est plus probable qu'il ait été recruté par le prince de Conti et dépêché à la Cour de Russie comme secrétaire d'ambassade.[réf. nécessaire] À Saint-Pétersbourg, la tsarine donne des bals costumés, où l'on inverse les rôles : les hommes doivent être vêtus en femmes et vice versa.[réf. nécessaire] D'Éon prend sans doute plaisir à se travestir, son apparence androgyne (carrure étroite, absence de barbe,) lui permet de mystifier tout le monde. D’Éon devient rapidement l’ami de nombre de proches de la tsarine. C’est ainsi qu'il rallie petit à petit des conseillers anglophiles à la cause française, alors que les diplomates français qui arrivent en délégations officielles sont depuis des mois en butte à la méfiance et au rejet.[réf. nécessaire]
Il est de nouveau présent à Saint-Pétersbourg comme secrétaire d'ambassade de 1758 à 1760.[réf. nécessaire] Un autre traité d'alliance est signé, aussitôt le chevalier le rapporte au roi à Versailles, devançant de deux jours le courrier dépêché par la tsarine. Le roi le récompense en lui donnant un brevet de capitaine de dragons. Charles-Geneviève participe aux dernières campagnes de la guerre de Sept Ans, où il est blessé. Il quitte l'armée en 1762 pour redevenir agent secret.

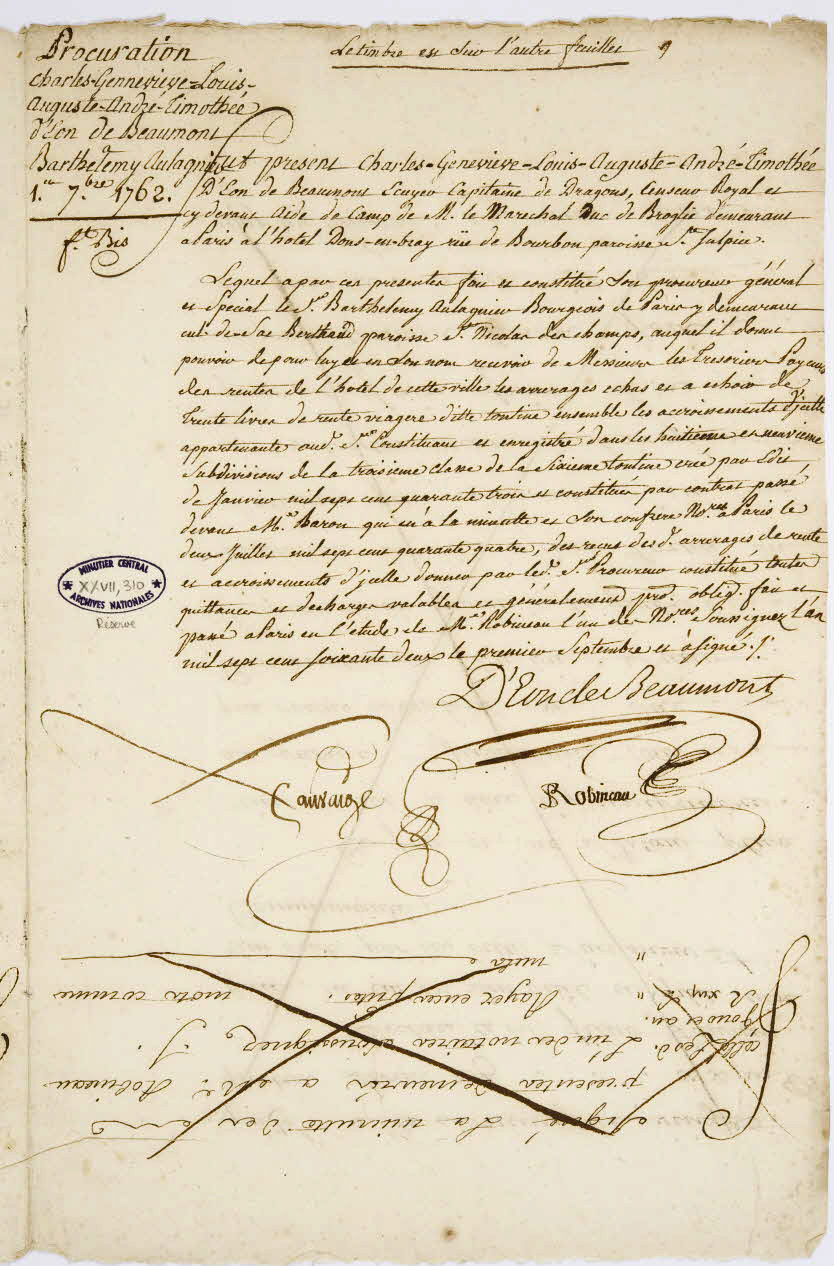
Procuration avec description du chevalier Charles d’Éon Beaumont, septembre 1762. Archives nationales de France.

#### Londres
En 1762, Charles-Geneviève d'Éon est envoyé à Londres, où il collabore, en tant que « secrétaire de l'ambassade de France pour la conclusion de la paix générale » auprès de l'ambassadeur, le duc de Nivernais, à la rédaction du traité de paix de Paris, signé le 10 février 1763, qui clôt la guerre de Sept Ans. La France a été vaincue par l'Angleterre, celle-ci veut notamment s'emparer de l’essentiel de l'empire colonial français, il s’agit de conclure le traité le moins défavorable possible. Le chevalier va y contribuer. Lors d’un de ces repas très arrosés qu’il affectionne, il parvient à subtiliser pendant un moment, à un négociateur anglais un document contenant la liste des concessions maximales que son pays est disposé à faire. Document infiniment précieux, que Choiseul exploitera pour obtenir l’accord le moins douloureux qui soit pour la France. Le roi le récompense à nouveau, il est décoré de l'ordre royal et militaire de Saint-Louis, l'une des plus grandes distinctions du temps.
D'Éon est maintenant chargé par le Secret du Roi d’une mission délicate et on ne peut plus secrète : il s'agit, pour reprendre l'avantage sur l'ennemi anglais, d'élaborer un plan d'invasion de la Grande-Bretagne. Un débarquement surprise. Il reconnait les côtes avec le marquis Carlet de la Rozière. Il tient informées les plus hautes instances de l’avancement du projet dans des courriers secrets et codés. Le fait que ce soit à lui que le roi ait confié cette mission montre l'estime et la confiance qu'il a pour le chevalier.
Lorsque le duc de Nivernais, malade, retourne à Paris, il prend sa place par intérim. Aussitôt l’ambiance change à l’ambassade. Le nouveau maitre des lieux y organise des réceptions fastueuses, tous les personnages qui comptent dans le royaume d’Angleterre y sont conviés, et ils s’y pressent. On s’y amuse tant, le chevalier est si charmant... Si charmeur, c’est « la diplomatie façon d’Éon » (qui préfigure celle de Talleyrand) : n’avoir que des amis dans le camp ennemi. Le roi George III l’adore. Rappelons que, dans le même temps, d'Éon prépare une invasion de son pays. Mais à Paris on juge son train de vie par trop extravagant : 22 domestiques, une réception par jour, il dilapide en quelques mois le budget annuel de l’ambassade. Quand il demande qu’on augmente ledit budget, le ministre des Affaires étrangères, Étienne-François de Choiseul, refuse. Pour la première fois, le chevalier est désavoué par le pouvoir royal.
Un nouvel ambassadeur, le comte de Guerchy, entre en fonctions, Charles-Geneviève d'Éon en devient le secrétaire en tant que ministre plénipotentiaire. Les deux hommes se détestent, ils se sont connus et opposés pendant la guerre de Sept Ans. Le chevalier méprise son supérieur. Deux clans se forment à l'ambassade de France et une guerre de libelles s’amorce.
Au cœur du conflit entre les deux hommes, il y a les plans d’invasion du pays. Louis XV a renoncé à ce projet. L’ambassadeur exige que le chevalier lui livre ces plans pour les détruire. D’Éon refuse, sans qu’il y ait une négociation, et qu’un accord soit trouvé sur une rémunération spécifique pour un si bon travail sur un si judicieux projet. Pour le comte de Guerchy, il est hors de question d’envisager la moindre négociation. Le pouvoir royal finit par trancher. Le 4 novembre 1763, Louis XV déchoit le chevalier de ses fonctions à l’ambassade et demande son extradition aux autorités anglaises.
Celles-ci, qui n'y sont pas contraintes par leur législation, refusent : ce conflit entre les deux diplomates français qui s’étale au grand jour les ravit. Par provocation, d'Éon continue à se rendre à l'ambassade de France.[réf. nécessaire] En 1764, pour faire céder Guerchy et le roi, il n’hésite pas à exercer un audacieux chantage : il divulgue une partie de sa correspondance avec le pouvoir royal. Il ne va pas jusqu’à publier les courriers qui concernent précisément le débarquement, mais la menace de le faire est sous-jacente.[réf. nécessaire]
Le chevalier estimait que le nouvel ambassadeur était incompétent.[réf. nécessaire] Au lieu d’accepter de payer une modique « rançon » pour récupérer ce si précieux document, il s’enferme dans un refus qui met tout bonnement en péril le fragile équilibre politique et militaire entre les deux plus puissants pays d’Europe. Pour lui, le chevalier est l’homme à abattre par tous les moyens. Mais, hors les murs de l’ambassade, il n’a aucun droit et le chevalier s’abrite habilement derrière la police et la justice anglaises. Lors d’un procès, un témoin révèle que l'ambassadeur a tenté d'empoisonner son ex-secrétaire lors d'un repas. D’Éon accuse également son ex-supérieur d’avoir essayé de le faire enlever. En septembre 1767, lors d’un autre procès, la justice anglaise donne raison au chevalier, qui reprend ses fonctions et perçoit à nouveau sa pension. Devant comparaître une nouvelle fois en justice, alors qu’il n'a ni avocat ni témoins, il préfère disparaître. Il se déguise en femme et se réfugie chez un ami.

### Sexe

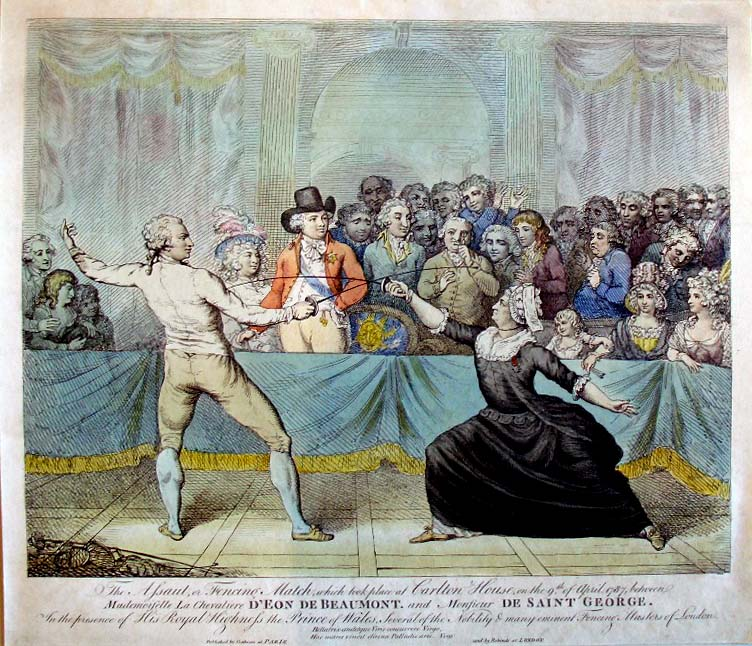
Satire du duel d'escrime entre « Monsieur de Saint-George et Mademoiselle la chevalière d'Éon de Beaumont » à Carlton House le 9 avril 1787. Gravure de Victor-Marie Picot basée sur l'œuvre originale d'Alexandre-Auguste Robineau.

Peu à peu le conflit s'enlise, puis il s'éteint, l’ambassadeur étant accaparé par d’autres problèmes et le chevalier renonçant à ses velléités de chantage. Maintenant qu'il est en disgrâce, sans pouvoir ni fonction, on l’ignore. Alors, pensent de nombreux historiens, pour que les regards se tournent à nouveau vers lui, il a l'idée de faire scandale en s'habillant en femme et prétendre qu’il a toujours été une femme. Il se trouve à nouveau au centre de toutes les attentions et de toutes les conversations. À l’ambassade de France on tente immédiatement de tirer parti de la « folie » du chevalier, qui alimente les libelles de Treyssac de Vergy et d’Ange Goudar.
Aussitôt les rumeurs diverses sur son appartenance sexuelle courent dans Londres. Dans les gazettes britanniques, on voir fleurir des caricatures du chevalier qu'on baptise « Épicène d'Éon ». Dans la capitale, on lance des paris sur son sexe. Un procès entre deux parieurs se conclut – après audition de divers témoins, mais pas du chevalier – par le verdict suivant : c'est une femme.
En 1774, Louis XV exige que le chevalier d'Éon mette un terme aux rumeurs, qui discréditent l’ambassade de France, en indiquant son sexe véritable une fois pour toutes. Le chevalier répond par une déclaration dans laquelle il affirme solennellement être une femme. Cette attestation est validée par plusieurs médecins. Le chevalier refusant de se dévêtir, ces médecins ont dû se contenter d’effectuer des palpations pour arrêter leur opinion. Cette révélation est embarrassante pour le Royaume. Diverses lectures ont été proposées, pour interpréter ce comportement : psychologique, voire psychiatrique (« délire narcissique »), ou encore politique : désir de se venger, de ridiculiser le pays qui l’a écarté, puis a attenté à ses jours.[réf. nécessaire]
Le chevalier d’Éon n'était ni homosexuel ni bisexuel, on ne lui connait aucune aventure, bien qu'on lui en prête parfois de manière fantaisiste. On pense[Qui ?] généralement qu’il est uniquement travesti.
À cette époque, d'Éon est en relation avec le libelliste français Charles Théveneau de Morande, qui lui communique les Mémoires de Madame du Barry, texte satirique, dont il est l'auteur.[réf. nécessaire] En 1775, le dramaturge, mais également membre du Secret du Roi, Pierre-Augustin Caron de Beaumarchais, est envoyé à Londres par le nouveau roi de France, Louis XVI, pour récupérer tous ces documents, lettres, plans, libelles, en possession du chevalier.[réf. nécessaire]
Après maintes péripéties, au terme de quatorze mois de négociations, une transaction de plus de vingt pages, stipulant la remise de l’intégralité des documents sensibles, est conclue. Par ailleurs, le chevalier – que la France considère désormais comme une femme – ne devra plus jamais quitter ses vêtements féminins. Il se fera désormais appeler Mlle Éon, en échange de quoi une rente viagère lui est accordée.
Quand la perspective d’un retour en France commence à se préciser, d’Éon renfile ses habits masculins, contre la volonté du nouveau pouvoir royal.[réf. nécessaire] Le chevalier d'Éon est donc pris à son propre piège. Furieux, il quitte Londres le 13 août 1777 et se présente à la Cour dans sa tenue de capitaine de dragons. Une ordonnance prise le 27 août 1777 par le roi lui donne ordre « de quitter l'uniforme de dragons qu'elle continue à porter et de reprendre les habits de son sexe avec défense de paraître dans le royaume sous d'autres habillements que ceux convenables aux femmes ». Habillé par Rose Bertin aux frais de Marie-Antoinette, il est présenté à la Cour en robe à panier et corset le 23 novembre 1777.[réf. nécessaire]
En 1779, d’Éon veut participer à la guerre d'indépendance des États-Unis contre l’Angleterre au côté de Lafayette. Il se rhabille en dragon, mais le pouvoir royal sévit : arrêté le 20 mars 1779, il est exilé à Tonnerre, où il se résout à s'occuper de son domaine familial.

### Fin de vie

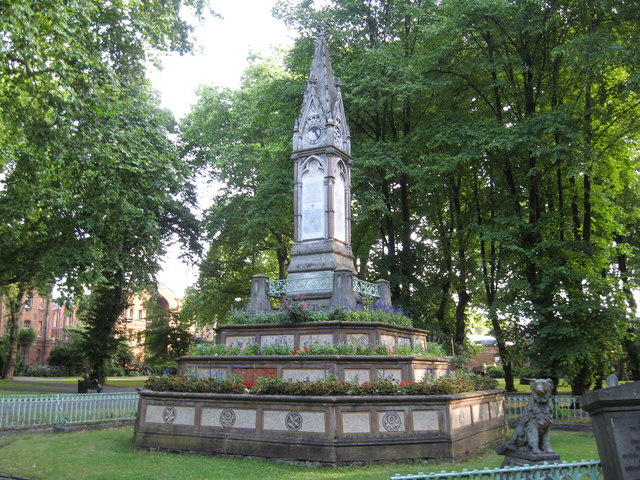
Mémorial de Burdett-Coutts à l'emplacement du cimetière de St Pancras Old Church.

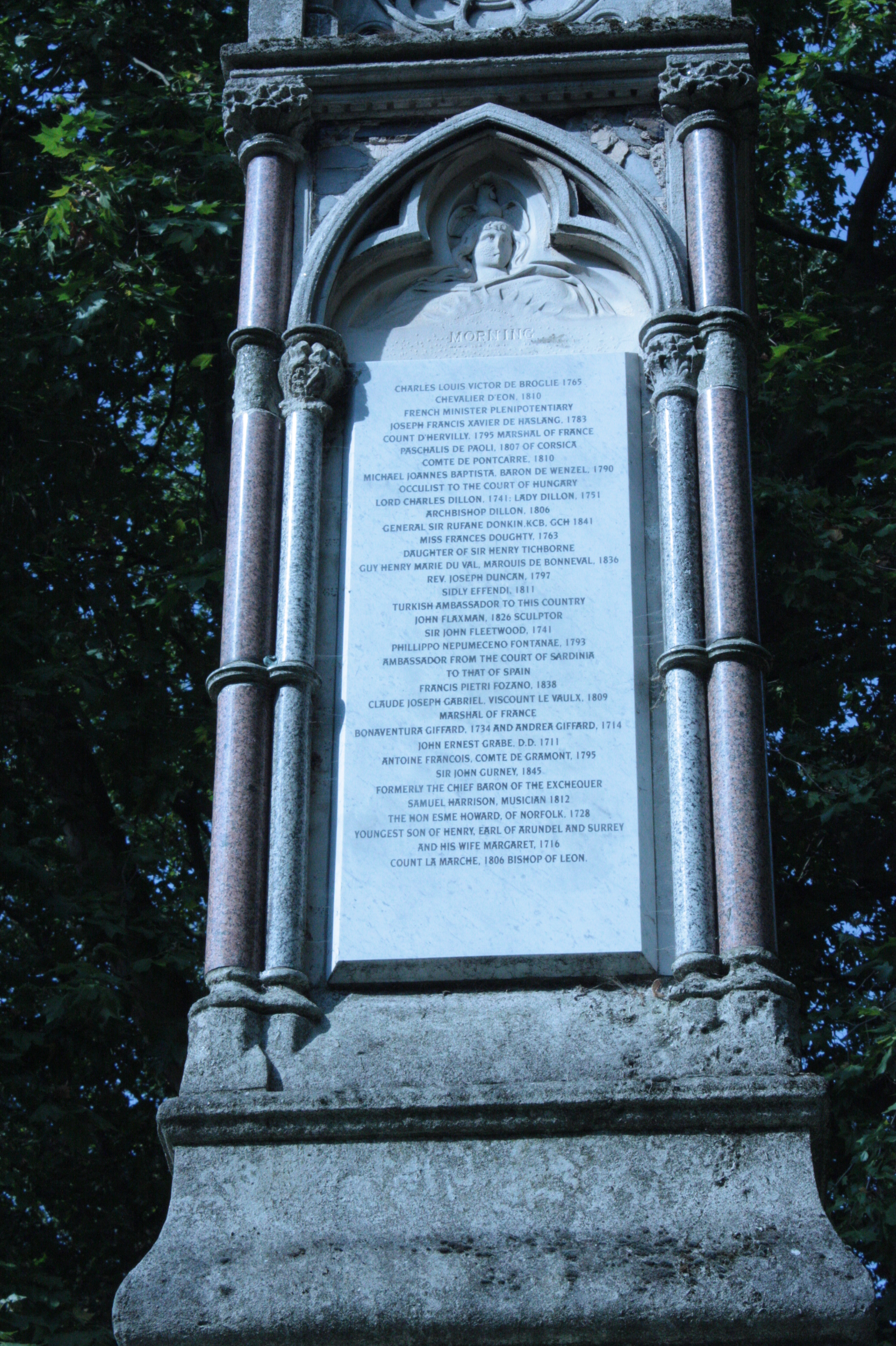
Face sud du mémorial.

En 1783, le roi le laisse revenir à Paris ; en novembre 1785, il regagne la Grande-Bretagne ; arrivé à Londres, il découvre que le propriétaire de son appartement lui réclame ses loyers impayés. Ne bénéficiant plus de sa rente, il n’a pas les moyens de le payer, sauf à se séparer de sa bibliothèque de 8 000 livres.[réf. nécessaire]
C'est à cette époque que se situe l'assaut d'armes entre le chevalier d'Éon et le chevalier de Saint-George, venu tout exprès en Angleterre. Cet assaut a lieu à Carlton House le 9 avril 1787, à la demande expresse du prince de Galles, Georges Auguste de Hanovre, futur George IV, dont on murmure qu'il est le fils du chevalier d'Éon,.
Ce fut un exploit sportif entre deux escrimeurs habitués à tirer ensemble dans la même salle. Malgré la gêne de ses vêtements de femme, d'Éon atteignit sept fois Saint-George et sa victoire consacra sa réputation d'escrimeur,. Le tableau d'Alexandre-Auguste Robineau The fencing-match between the Chevalier de Saint-George and the Chevalier d'Éon fut réalisé à la demande du prince de Galles pour immortaliser l'événement.

D'Éon accueille favorablement la Révolution française et adresse même le 10 mai 1792 à l'Assemblée nationale législative une pétition dans laquelle, s'appuyant sur un décret de la Constituante, il demande à être réintégré dans son grade et à prendre du service : 

« A présent, que je vois la nation, la loi et le roi en grands dangers, je sens mon amour pour la patrie se réveiller et mon humeur guerrière se révolter contre ma cornette et mes jupes : mon cœur redemande à grands cris mon casque, mon sabre, mon cheval et surtout mon rang dans l'armée pour aller combattre les ennemis de la France. Pour me mettre dans le cas de faire de la bonne besogne à l'armée, qu'on m'accorde la permission de lever une légion appelée la légion des volontaires de d'Éon-Tonnerre. Je tâcherais de la composer au moins de moitié de soldats vétérans, et l'autre moitié d'une jeunesse robuste et de bonne volonté qui sera bientôt aguerrie dans une guerre active. »

 La pétition, présentée par Lazare Carnot à l'Assemblée dans la séance du 11 juin, est renvoyée au comité militaire qui n'y donne aucune suite. D'Éon reste donc à Londres, où sa situation devient de plus en plus précaire. La déclaration de guerre du 1er février 1793 par la Convention à la Grande-Bretagne et aux Provinces-Unies et de lourdes dettes (en France également) le contraignent à demeurer sur le sol britannique où il vit pauvrement.
Les biens qu'il a en France lui sont confisqués, les meubles de sa maison de Tonnerre sont vendus, les papiers qu'il y a déposés, dans une armoire de fer cachée, sont saisis. Il n'a plus pour vivre qu'une pension de 200 livres sterling que lui a octroyée Georges III.
Pour subvenir à ses besoins, il est contraint de participer à des combats d’escrime publics. Malgré ses soixante ans passés et ses habits féminins, ses talents d’escrimeur lui permettent de remporter la plupart des combats. En mai 1791, il doit se résoudre à se défaire de sa bibliothèque. Il continue, malgré son embonpoint, à se battre en duel jusqu'à l'âge de 68 ans. Le 26 août 1796 à Southampton, lors d'un grand assaut en public, il est grièvement blessé, le bouton du fleuret s'étant cassé sans qu'on s'en aperçoive à un pouce de l'extrémité ; la blessure dans le creux du bras droit s'étend sur près de 10 centimètres.
Il est finalement recueilli le 31 décembre 1796 par Mary Cole, une Française de son âge, veuve de William Cole, ingénieur de la marine royale anglaise.
Le 2 juin 1804, d'Éon et Mary Cole sont emprisonnés pour dettes. Libéré au bout de cinq mois, il signe un contrat pour publier son autobiographie mais il est frappé de paralysie, à la suite d'une chute due à une attaque vasculaire. Il vivra encore quatre ans dans la misère, les deux dernières années comme grabataire avant de mourir à l'âge de 81 ans, le 21 mai 1810 à Londres (New-Wilman Street, no 26),.
En effectuant sa toilette mortuaire, on découvre avec stupéfaction que cette supposée vieille dame est en fait un homme. Le chirurgien M. Copeland, accompagné de dix-sept témoins, membres de la Faculté médicale de la Grande-Bretagne déclare dans un rapport médico-légal, le 23 mai 1810 : « Par la présente, je certifie que j'ai examiné et disséqué le corps du chevalier d'Éon en présence de M. Adair, de M. Wilson, du père Élysée et que j'ai trouvé sur ce corps les organes mâles de la génération parfaitement formés sous tous les rapports »,.
Le chirurgien Copeland apporte même le lendemain cette précision : « En conséquence de la note des personnes nommées ci-dessus, j'ai examiné le corps, qui était du sexe masculin. Le dessin original a été fait par M. C. Turner, en ma présence ». Charles Turner grave simultanément une estampe du masque mortuaire.
Le chevalier d'Éon est inhumé le 28 mai au cimetière de St Pancras Old Church, église paroissiale de l'Église d'Angleterre qui fait partie à l'époque du comté du « Middlesex »,,, avant d'être rattachée en 1889 jusqu'en 1965 au comté de Londres, remplacé depuis par le Grand Londres. Il laisse un testament olographe dans lequel il institue comme exécuteur testamentaire Sir Sydney Smith.[réf. nécessaire]

Ce testament est précédé d'un préambule portant en tête « Soli Deo Gloria et honor ». Il débute ainsi : « Mors mihi lucrum » et se termine par ce quatrain lapidaire où, philosophiquement, et non sans quelque ironie, le chevalier dresse le bilan de ce qu'a été sa vie, : 

« Nu du ciel je suis descendu,
Et nu je suis sous cette pierre :
Donc pour avoir vécu sur cette terre,
Je n'ai ni gagné, ni perdu. »

Fermé aux sépultures en 1850, le cimetière de St Pancras Old Church, où de nombreux catholiques et émigrés français ont été enterrés, est désaffecté en 1865 en raison des travaux de la gare de Saint-Pancras, terminus des Midland Railway, puis rouvert comme parc public en juin 1877,. La baronne Angela Burdett-Coutts fait alors construire un mémorial, inauguré en 1879, qui porte depuis son nom.
L'obélisque est érigé à la mémoire des personnes qui étaient enterrées près de l'église St Pancras Old Church et les noms de plus de soixante-dix d'entre elles y sont gravés, dont celui du chevalier d'Éon, sur la face sud.

## Postérité

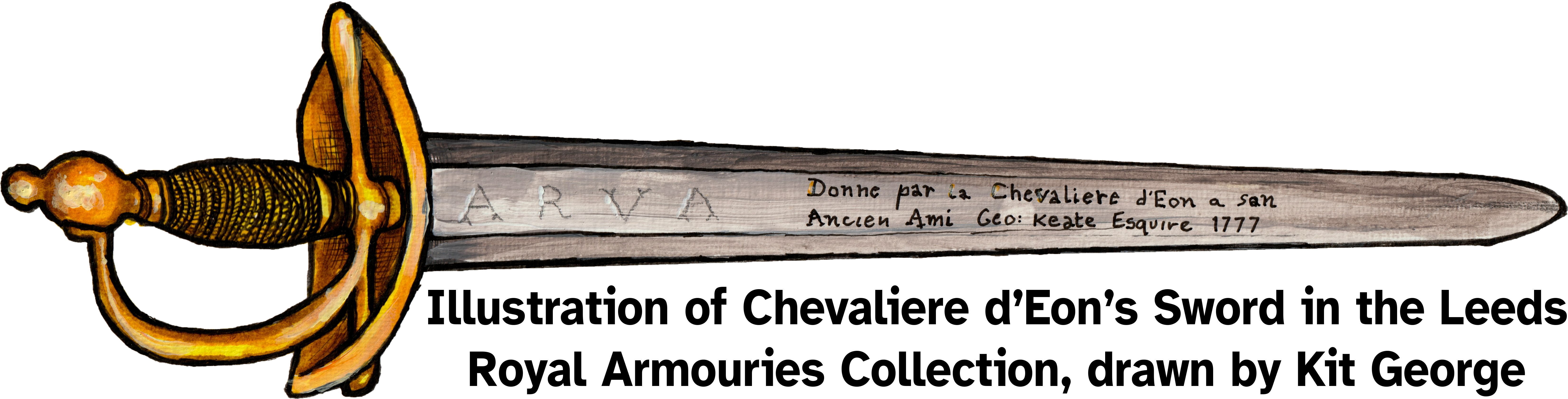
Illustration of Chevalier D'eon's sword by Kit George

Une épée de présentation appartenant à d'Éon, offerte par elle à George Keate en 1777, est exposée aux Royal Armouries de Leeds. La lame porte l'inscription : « Donnée par la Chevalière d’Éon à son ancïen Ami Geo : Keate Esquïre. 1777 ».

### Éonisme
L'éonisme désigne l'inversion esthético-sexuelle correspondant au besoin qu'éprouvent certains hommes d'adopter des comportements vestimentaires ou sociaux socialement considérés comme féminins.[réf. nécessaire]  Le psychologue Havelock Ellis considère que l'éonisme serait la première étape de l'inversion sexuelle, celle-ci s'exprimant symboliquement sur un plan vestimentaire. 
Pour expliquer son ambiguïté sexuelle sont évoqués également les syndromes de Kallmann, d'insensibilité aux androgènes, de Klinefelter ou de transvestisme.

### British Museum
Le British Museum a mis en ligne une collection d’œuvres consacrée au chevalier d'Éon.

### Portraits
- À la demande du prince de Galles, Georges Auguste de Hanovre[réf. nécessaire], Alexandre-Auguste Robineau peint le tableau appartenant à la Royal Collection « The fencing-match between the Chevalier de Saint-George and the Chevalier d'Éon[55] », assaut d'armes entre le chevalier d'Éon et le Chevalier de Saint-George qui eut lieu le 9 avril 1787 à Carlton House.
- Il existe des miniatures du chevalier d'Éon comme celles d'André Pierre Pinson[82] au Musée Carnavalet ou d'Alexis Judlin[83] au Victoria and Albert Museum.
- En 2012, un portrait du chevalier d'Éon réalisé en 1792 par le peintre Thomas Stewart, perdu depuis 1926, est retrouvé dans une salle des ventes new-yorkaise par le vendeur et historien d'art Philip Mould (en)[84].

### Galerie

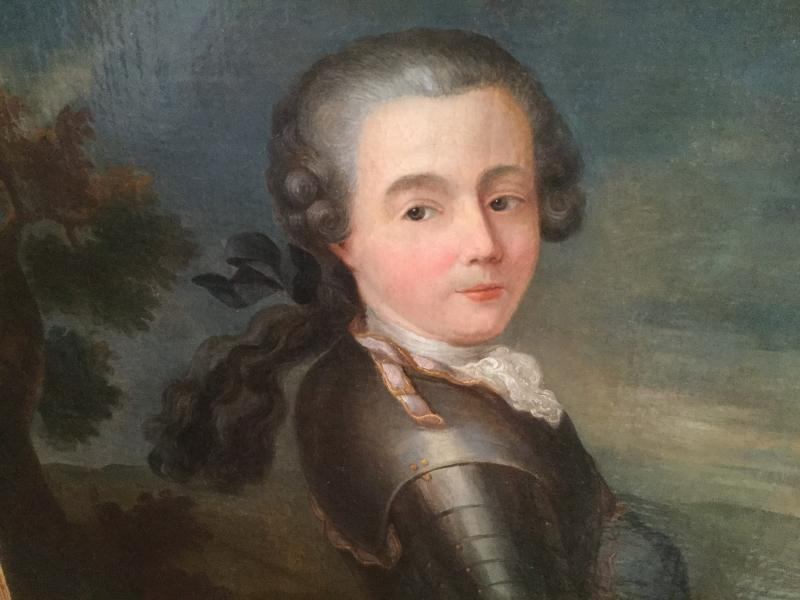
Portrait non signé du jeune chevalier d'Éon en armure d'apparat.
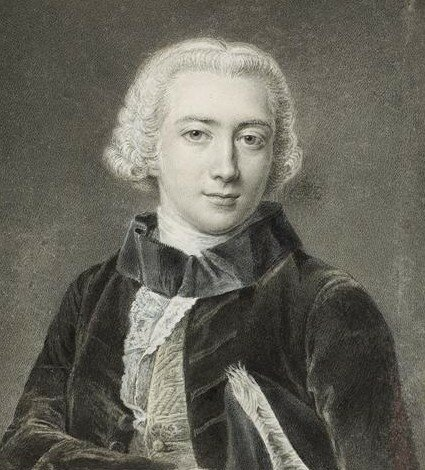
Portrait de Charles de Beaumont par Augustin de Saint-Aubin.
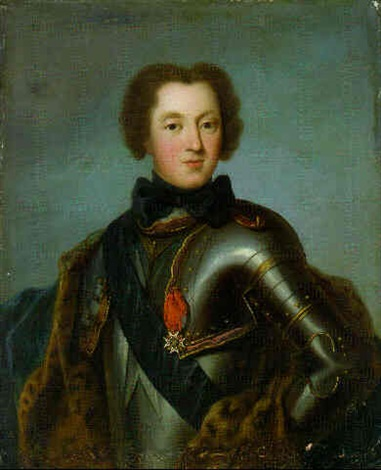
Portrait supposé du chevalier d'Éon en armure portant la croix de l'ordre de Saint-Louis dans le goût de Jean-Marc Nattier.
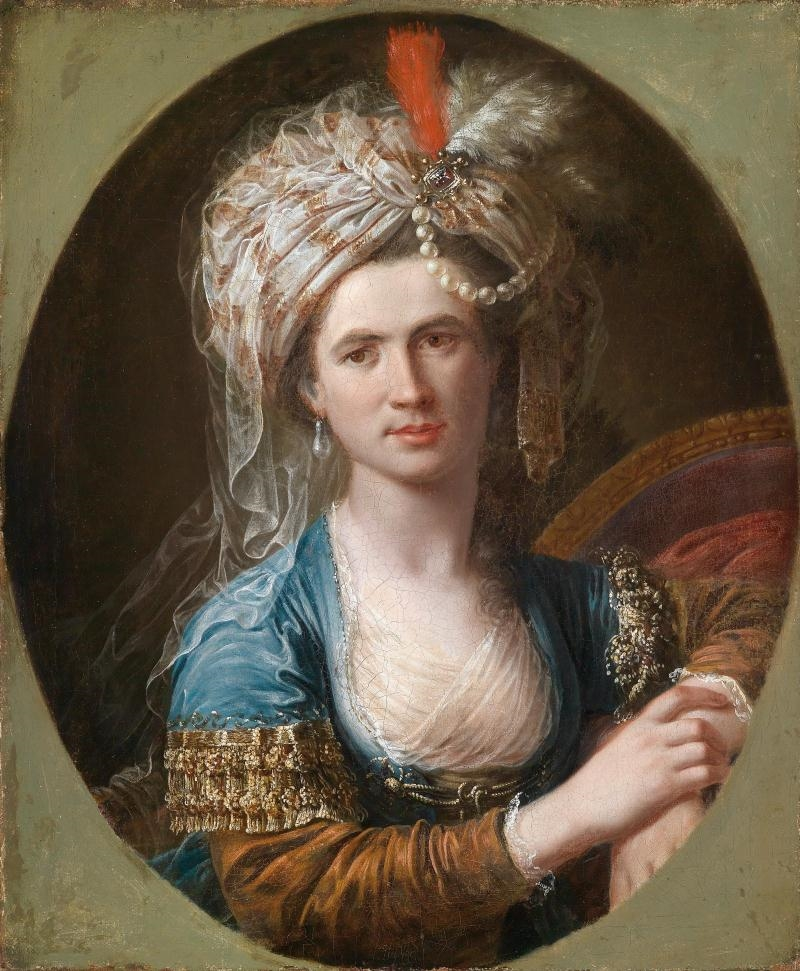
Portrait du chevalier d'Éon vers 1775 dans le goût d'Angelica Kauffmann
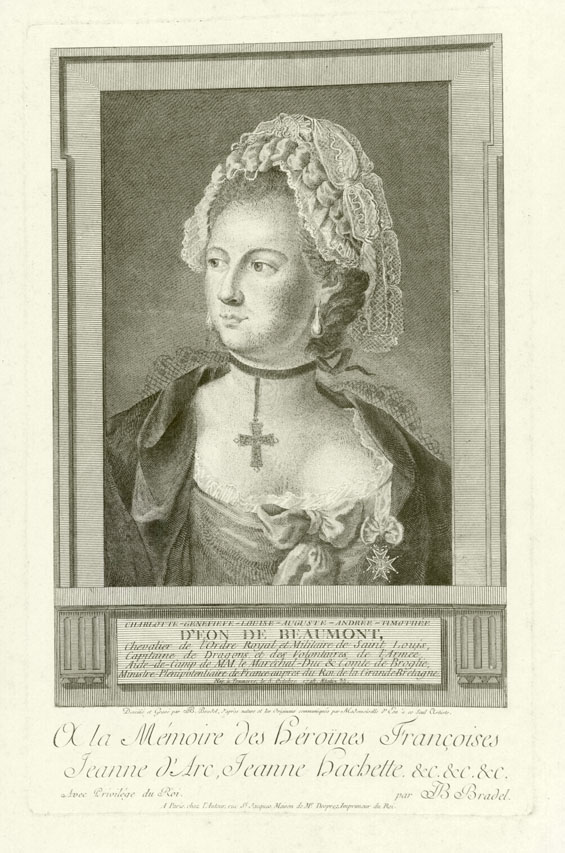
Charles de Beaumont en habit féminin dessiné et gravé par J. B. Bradel (1779).
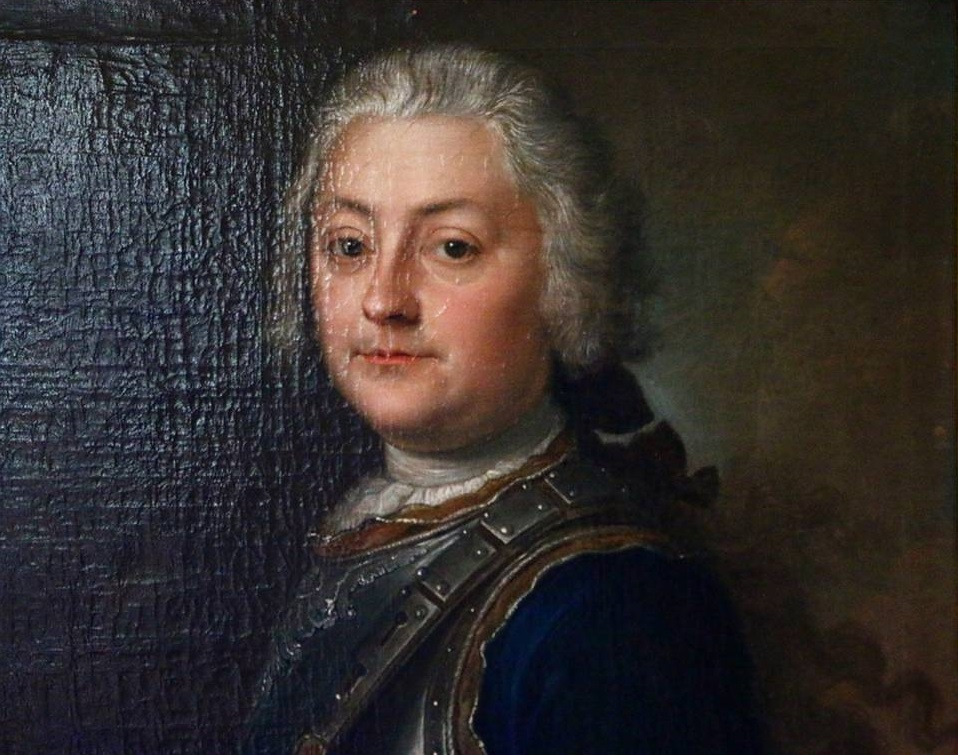
Portrait du chevalier d'Éon conservé dans sa maison à Tonnerre.
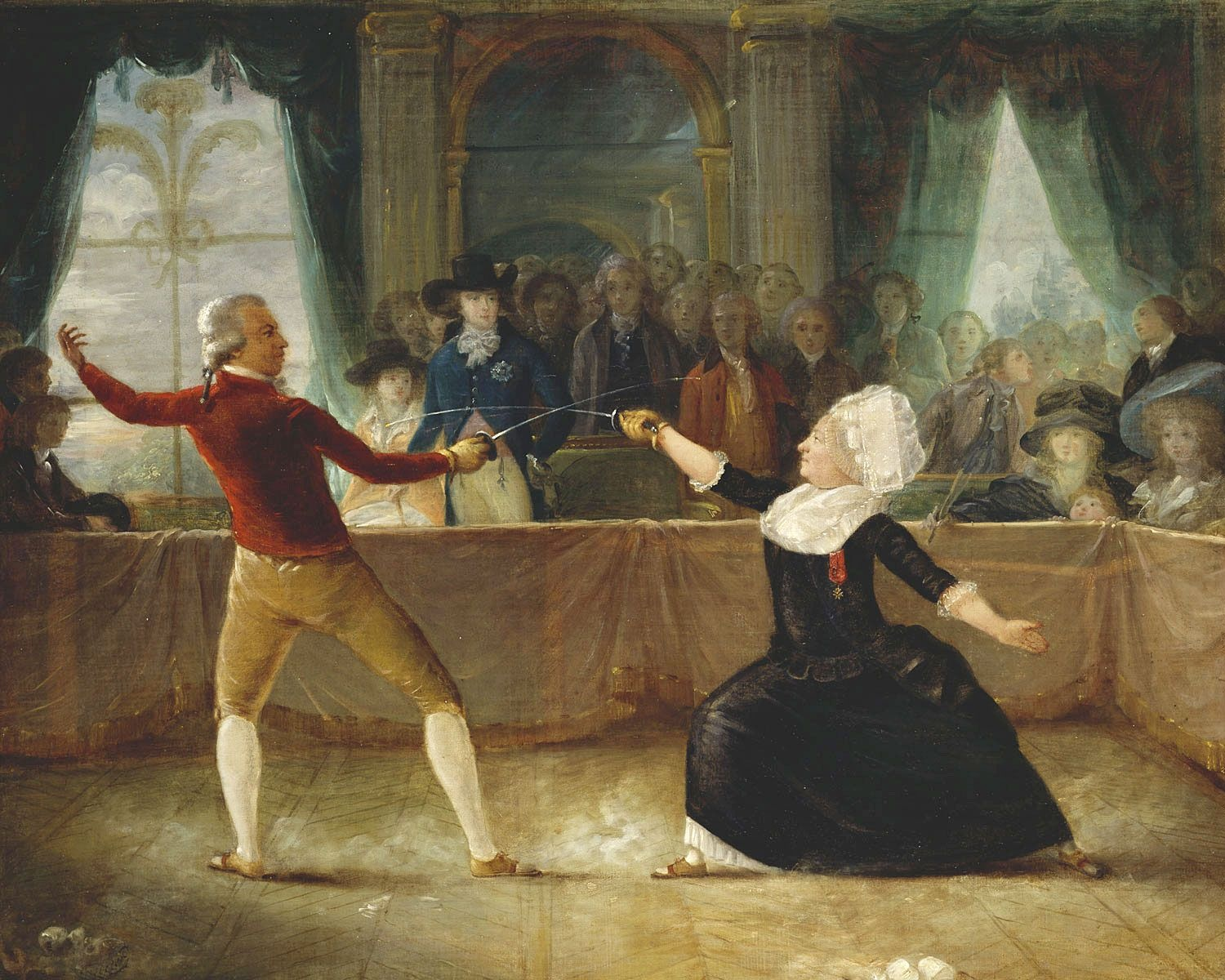
The fencing-match between the Chevalier de Saint-George and the Chevalier d'Éon par Robineau.
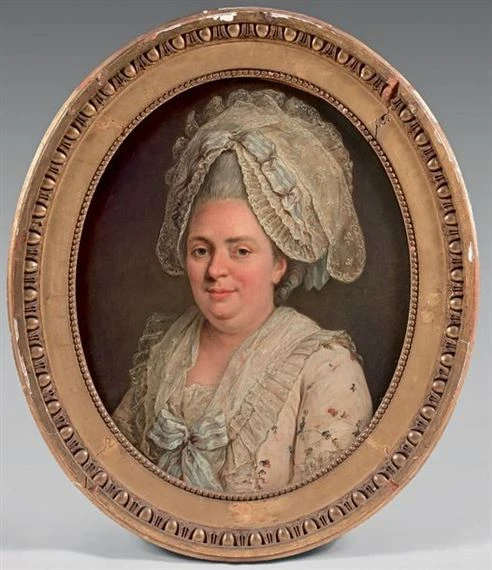
Portrait attribué à François Guérin du chevalier d'Éon habillé en femme.
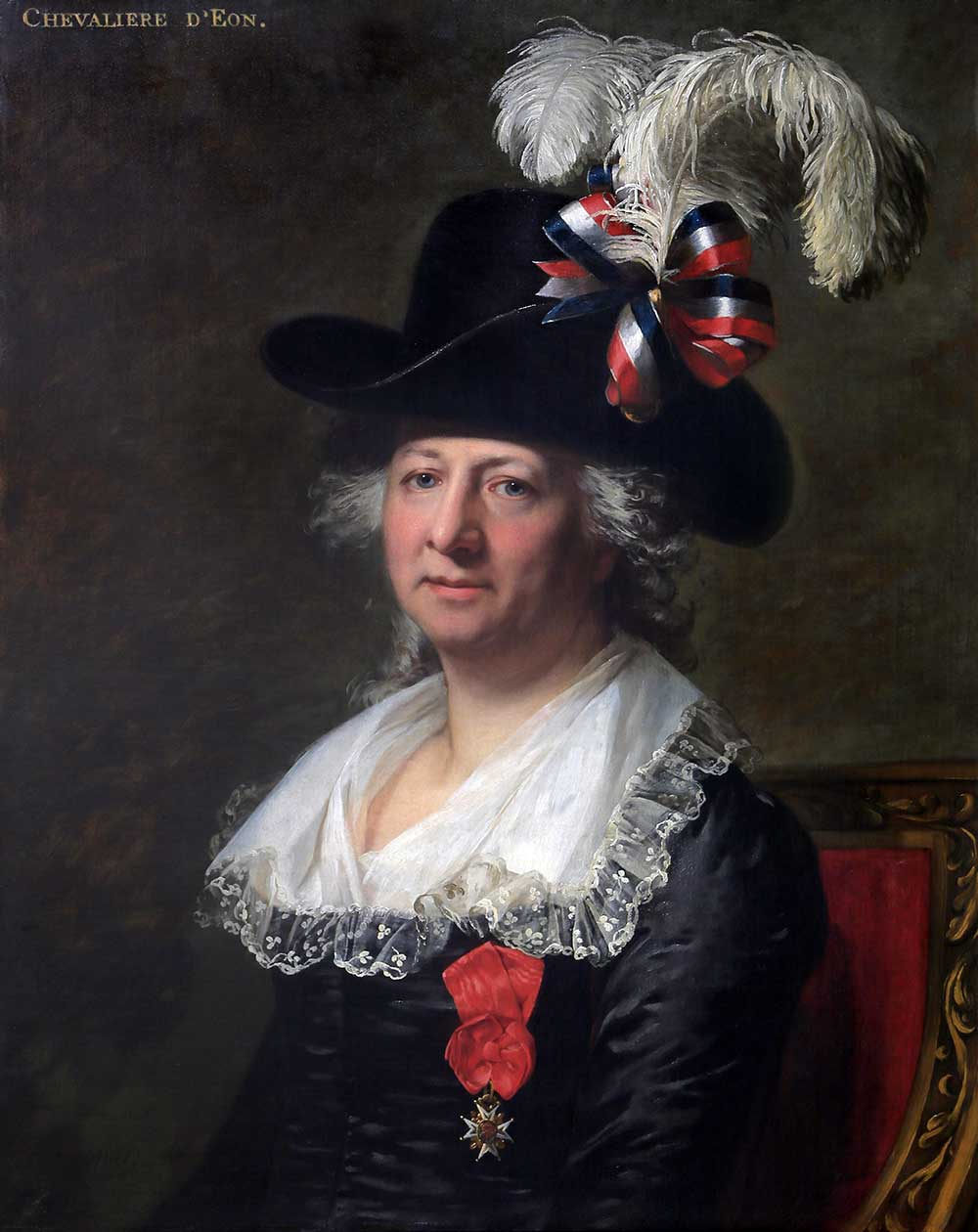
Portrait de Charles-Thimotée d'Éon de Beaumont par Jean-Laurent Mosnier, 1791.
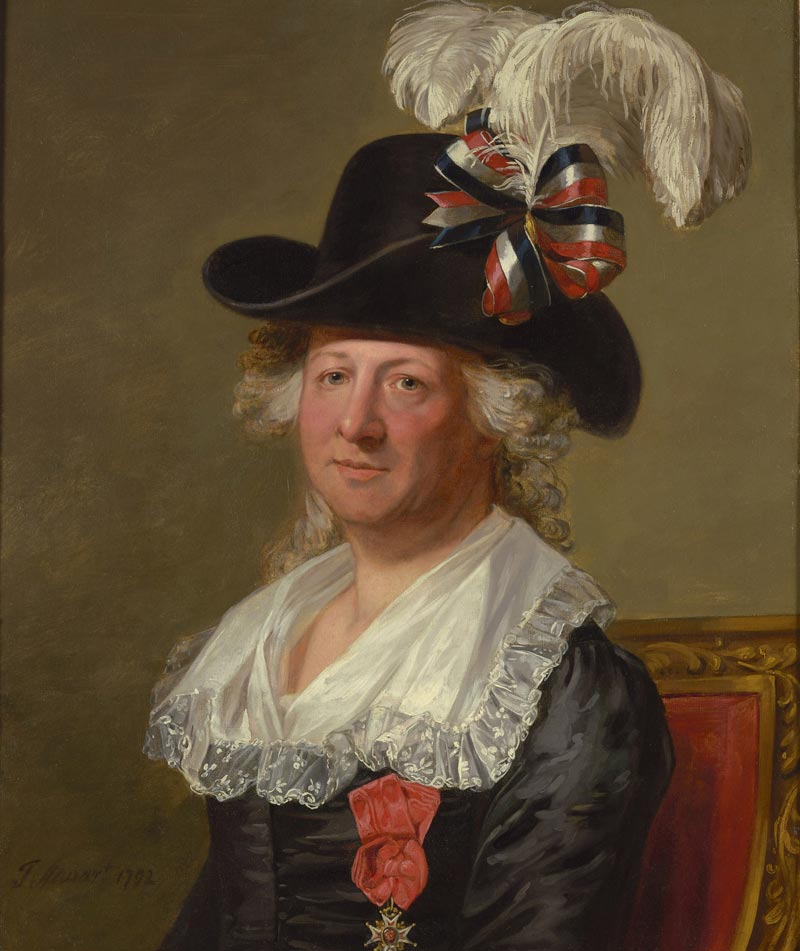
Le chevalier d'Éon peint par Thomas Stewart d'après Mosnier en 1792.
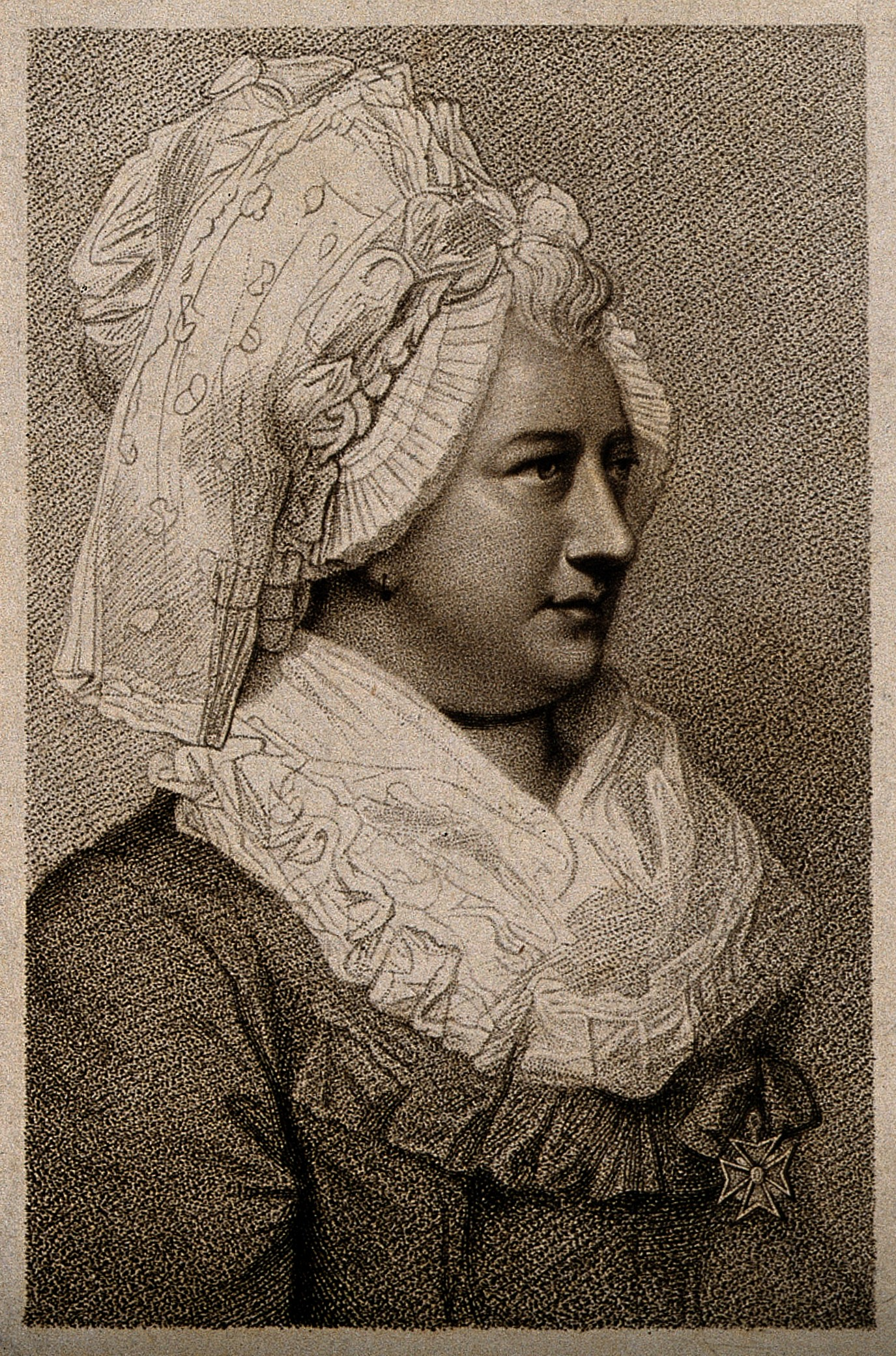
Le Chevalier D'Éon, a man who passed as a woman. Gravé par R. Cooper, 1821.
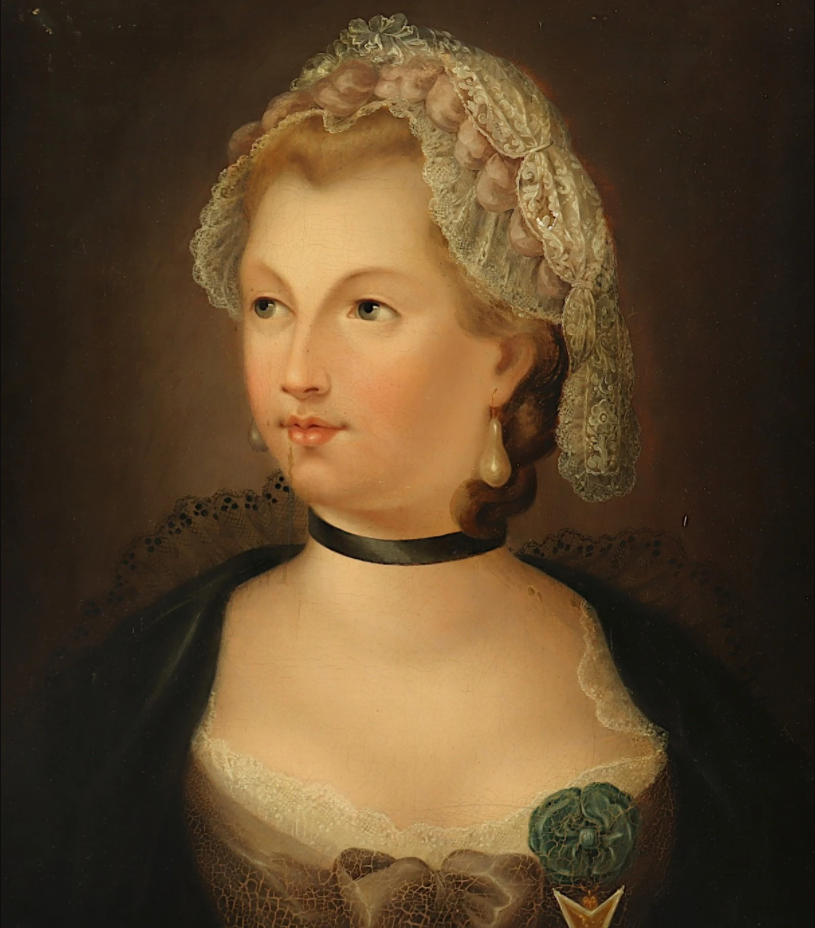
Portrait du chevalier d'Éon d'après une gravure.

## Hommages

### Musée du Chevalier d'Éon
- L'hôtel particulier construit à Tonnerre par son père au début du XVIIIe siècle, où d'Éon passe son enfance et plus tard, entre 1779 et 1786, reçoit, avec sa cave réputée, ses hôtes illustres. Racheté en 2014 par Philippe Luyt, l'Hôtel d'Éon abrite depuis 2015 le musée du chevalier d'Éon[85]. La collection de plus de 200 pièces va des épées du chevalier à ses jupons[86].

### Statue
- En 2018, à l'occasion du 290e anniversaire de sa naissance, une souscription a été lancée par l'association du chevalier d'Éon pour offrir une statue du célèbre chevalier à la ville de Tonnerre en présence de Philippe Luyt, président de l'association du chevalier d'Éon, et de Dominique Aguilar, maire de Tonnerre[87].

### Lycée de Tonnerre
- Le lycée général et professionnel de la ville porte son nom[88].

### Musique
- Dans son morceau de musique Sans contrefaçon, Mylène Farmer fait référence au chevalier d'Éon (extrait ci-dessous).

```
"Un mouchoir au creux du pantalon je suis Chevalier d'Éon"
```

## Œuvres
Une liste des œuvres du chevalier d'Éon figure en fin des articles :
1. « Le chevalier d'Éon », publié en 1854 par Le Maistre dans le no 8 du Bulletin de la Société des sciences historiques et naturelles de l'Yonne[89].
2. « Le chevalier d'Éon de Beaumont », publié en 1892 par Ch. Moiset dans le no 46 du Bulletin de la Société des sciences historiques et naturelles de l'Yonne[90].

Les œuvres suivantes sont disponibles dans les bibliothèques numériques :
- Essai historique sur les différentes situations financières de la France sous le Regne de Louis XIV & la Regence du Duc d'Orléans, Amsterdam, [s.n.], 1753.

1. disponible sur Google Livres.

- Mémoires pour servir à l'histoire générale des finances, Amsterdam, 1760, 2 vol. in-8°.

1. Tome I disponible sur Google Livres.
2. Tome II disponible sur Google Livres.

- Lettres, Mémoires & Négociations particulières du Chevalier d'Eon, Ministre Plénipotentiaire de France, Londres, Jacques Dixwell, 1764.

1. disponible sur Google Livres.

- Les Loisirs du chevalier d'Éon de Beaumont, ancien ministre plénipotentiaire de France, ses divers sujets importants d'administration, etc. pendant son séjour en Angleterre, Amsterdam, 1774, 13 tomes. – Édition de 1775.

1. disponible sur Google Livres.
2. disponible sur Gallica.

- Remarques véritables et très remarquables sur les audiences de Thalie ou sur Molière à la nouvelle salle, avec une défense des femmes & des réflexions sur les spectacles, par une femme qui se fait gloire d'être le chevalier de son sexe, si son esprit n'a pas l'avantage d'en faire l'ornement, Bruxelles, Boubers, 1782.

1. lire en ligne sur Gallica.

## Dans la culture populaire

### Théâtre
- La Chevalière d'Éon : comédie historique en deux actes, mêlée de couplets, de Charles Dupeuty et Charles-Auguste Clever, baron de Maldigny, 1837[91]
- Le Chevalier d'Éon : comédie en trois actes, mêlée de chants, de Jean-François Bayard et Dumanoir, 1837 (OCLC 691361028)
- Eonnagata, pièce mêlant théâtre et danse, de Robert Lepage, 2010
- Éon/Beaumarchais ou la Transaction, de Christian Bédard, 1991

### Cinéma
- 1920 : Le Chevalier d’Éon (Exzellenz Unterrock) d’Edgar Klitsch avec Marion Regler.
- 1927 : Le Chevalier d’Éon (Marquis d’Eon, der Spion der Pompadour) de Karl Grune avec Liane Haid.
- 1959 : Le Secret du chevalier d'Éon, film de Jacqueline Audry, avec Andrée Debar (tenant le rôle), Bernard Blier et Isa Miranda[92]
- 1972 : Figaro ci, Figaro là d’Hervé Bromberger avec Jacques Destoop.
- 1996 : Beaumarchais, l'insolent, film d’Édouard Molinaro, avec Claire Nebout (tenant le rôle), Fabrice Luchini, et Sandrine Kiberlain.
- 2007 : Avec plume et épée (Pyerom i chpagoï) de Yevgeni Ivanov avec Anton Makarsky (jeune), Igor Vassiliev (âgé).

### Télévision
- 1955 : Swordsmen in Skirts de William Berke avec Louis Edmonds.
- 1957 :  Le Chevalier d’Éon de Stellio Lorenzi avec Marcelle Ranson.
- 2006 : Le Chevalier d'Éon (シュヴァリエ, Shuvarie), série d'animation en 24 épisodes de Kazuhiro Furuhashi racontant la vie romancée du célèbre espion de Louis XV.
- 2008 : Qui se cachait derrière le chevalier d'Éon ?, documentaire, Secrets d'histoire, France 2[46].
- 2009 : Nicolas Le Floch. Saison 2, épisode 4 : L'affaire Nicolas Le Floch.
- 2019 : Chevalier d'Éon, sans contrefaçon je suis un espion, documentaire, Secrets d'histoire, France 3[93].

### Chanson
- Dans la chanson Sans contrefaçon, la chanteuse Mylène Farmer se dit être le Chevalier d'Éon en faisant allusion à son habillement en femme.

### Bande dessinée et dessin animé
- Il a inspiré le manga La Rose de Versailles de Riyoko Ikeda paru au Japon en 1972, puis adapté au cinéma par Jacques Demy (Lady Oscar, 1978) et en série anime (Lady Oscar, 1979).
- Le Chevalier d'Éon, dont le premier tome est paru en janvier 2014 chez l'éditeur Ankama et dont un second tome est sorti en mai 2015, est une bande dessinée scénarisée et mise en images par Agnès Maupré. Il s'agit d'une biographie romancée, mais soutenue par une documentation importante.  (ISBN 978-2-35910-428-8)  (ISBN 978-2359105353)
- Il apparaît dans le volume 8 du manga Innocent sur la vie de Charles-Henri Sanson. Il y est représenté sous les traits d'une femme très féminine, mais dotée d'une fine et longue moustache.

### Littérature jeunesse
- Chevalier d'Éon, agent secret du roi (2011-2013), série d'Anne-Sophie Silvestre.

#### Documents
- Les archives personnelles de Charles de Beaumont, chevalier d'Éon sont conservées aux Archives nationales sous la cote 277ap/1[94].
- François-Alexandre Aubert de La Chenaye-Desbois et Jacques Badier, Dictionnaire de la noblesse : contenant les généalogies, l'histoire et la chronologie des familles nobles de France, t. 7, Paris, Schlesinger frères, 1865, 3e éd., 980 p. (lire en ligne), p. 218-243.
- Gustave Chaix d'Est-Ange, Dictionnaire des familles françaises anciennes ou notables à la fin du XIXe siècle, t. 16, Evreux, Imprimerie Charles Hérissey, 1918, 480 p. (lire en ligne), p. 63-64.
- Jean-Robert Blot, L'abbaye de Molosmes et le village de Saint-Martin-sur-Armançon Famille Déon.
- Frédéric Gaillardet, Mémoires du Chevalier d'Eon, capitaine de dragons, chevalier de Saint Louis, ministre plénipotentiaire de France à la cour d'Angleterre, t. I, Paris, Ladvocat, 1967 (réimpr. Editions de Saint-Clair) (1re éd. 1836), 321 p..
- Frédéric Gaillardet, Mémoires du Chevalier d'Eon, capitaine de dragons, chevalier de Saint Louis, ministre plénipotentiaire de France à la cour d'Angleterre, t. II, Paris, Ladvocat, 1967 (réimpr. Editions de Saint-Clair) (1re éd. 1836), 323 p..
- Frédéric Gaillardet, Mémoires du chevalier d'Éon publiés pour la première fois sur les papiers fournis par sa famille : et d'après les matériaux authentiques déposés aux Archives des Affaires étrangères, t. I, Paris, Ladvocat, 1836, 2e éd., 388 p. (présentation en ligne).
- Frédéric Gaillardet, Mémoires du chevalier d'Éon publiés pour la première fois sur les papiers fournis par sa famille : et d'après les matériaux authentiques déposés aux Archives des Affaires étrangères, t. II, Paris, Ladvocat, 1836, 1re éd., 400 p. (présentation en ligne).
- Frédéric Gaillardet, Mémoires du chevalier d'Éon publiés pour la première fois sur les papiers fournis par sa famille : et d'après les matériaux authentiques déposés aux Archives des Affaires étrangères, t. II, Paris, Ladvocat, 1836, 2e éd., 400 p. (présentation en ligne).
- Frédéric Gaillardet, Mémoires du chevalier d'Éon publiés pour la première fois sur les papiers fournis par sa famille : et d'après les matériaux authentiques déposés aux Archives des Affaires étrangères, t. I, Bruxelles, Société belge de librairie, 1837, 300 p. (présentation en ligne).
- Frédéric Gaillardet, Mémoires du chevalier d'Éon publiés pour la première fois sur les papiers fournis par sa famille : et d'après les matériaux authentiques déposés aux Archives des Affaires étrangères, t. II, Bruxelles, Société belge de librairie, 1837, 305 p. (présentation en ligne).
- Frédéric Gaillardet, Mémoires du chevalier d'Éon publiés pour la première fois sur les papiers fournis par sa famille : et d'après les matériaux authentiques déposés aux Archives des Affaires étrangères, t. III, Bruxelles, Société belge de librairie, 1837, 271 p. (présentation en ligne).
- Louis Jourdan, L'Hermaphodite, Paris, E. Dentu, 1861, 304 p. (présentation en ligne)
- Frédéric Gaillardet, Mémoires sur la chevalière d'Eon : La Vérité sur les mystères de sa vie, d'après des documents authentiques : suivis de Douze lettres inédites de Beaumarchais, Paris, E. Dentu, 1866, 444 p. (lire en ligne).Dans la préface, l'auteur relève plusieurs inexactitudes concernant la biographie d'Éon, dont il dit être lui-même à l'origine. Il accuse surtout Louis Jourdan[95] d'un plagiat, qu'il dénonce également dans la presse[96], pour son ouvrage L'Hermaphodite[97] publié en 1861 chez le même éditeur. L'ouvrage contient notamment la retranscription de l'acte de baptême du chevalier, ainsi que celle de plusieurs « pièces justificatives ».
- de La Fortelle et Peyraud de Beaussol, La vie militaire, politique et privée de demoiselle Charles-Geneviève-Louise-Auguste-Andrée-Thimothée Éon ou d'Éon de Beaumont, Paris, Lambert, 1779, 176 p. (lire en ligne). Peyraud de Beaussol, auteur dramatique, poète, né à Lyon vers 1735, mort à Paris en 1799, publie des ouvrages sous le pseudonyme de « de La Fortelle ».
- Edme-Louis Anne Le Maistre, Bulletin de la Société des sciences historiques et naturelles de l'Yonne : Le chevalier d'Éon, vol. 8, Auxerre, Société des sciences historiques et naturelles de l'Yonne, 1854, 773 p. (lire en ligne), p. 171-195. Cette communication fait l'objet d'un livre publié par l'auteur : Recherches historiques sur le sexe du Chevalier d'Éon, Auxerre, Perruquet et Bouillé, 1855, 24 p. (lire en ligne).
- Gabriel Letainturier-Fradin, La chevalière d'Éon, Paris, E. Flammarion, 1901, 386 p. (lire en ligne).
- Charles Moiset, Bulletin de la Société des sciences historiques et naturelles de l'Yonne : Le chevalier d'Éon de Beaumont, vol. 46, Auxerre, Société des sciences historiques et naturelles de l'Yonne, 1892, 773 p. (lire en ligne), p. 5-102.
- Alphonse Rabbe, Claude-Augustin Vieilh de Boisjolin et Sainte-Preuve, Biographie universelle et portative des contemporains, ou dictionnaire historique des hommes vivants et des hommes morts depuis 1788 jusqu'à nos jours, t. II, Paris, F. G. Levrault, 1834, 2259 p. (présentation en ligne), p. 1585-1587

#### Études historiques et fictions
- (en) Simon Burrows, Blackmail, scandal and revolution : London's French libellistes, 1758–92, Manchester, Manchester University Press, 2006, 256 p. (ISBN 978-0-7190-6526-2, présentation en ligne).
- Dr Cabanès, Lisez-moi Historia : Quel était le sexe du chevalier d'Éon ?, vol. no 60, Paris, J. Tallandier, 20 août 1936, 720 p. (ISSN 1142-9224, lire en ligne), p. 251-264.
- Colette Chiland, Changer de sexe : Illusion et réalité, Paris, Odile Jacob, 2011, 349 p. (ISBN 978-2-7381-2451-7, présentation en ligne), p. 84.
- (en) John Davenport, Aphrodisiacs and Love Stimulants, Kessinger Publishing, 2003 (présentation en ligne), p. 248.
- Michel de Decker, Madame le Chevalier d'Éon, Paris, Éd. France-Empire, 1998, 276 p. (ISBN 2-7048-0853-8, présentation en ligne).
- André Frank et Jean Chaumely, D'Éon chevalier et chevalière, sa confession inédite, Paris, Amiot-Dumont, 1953, 239 p. (OCLC 459730220, présentation en ligne).
- Fernande Gontier, Homme ou femme? : la confusion des sexes, Paris, 2006, 218 p. (ISBN 978-2-262-02491-8, présentation en ligne).
- (en) Rachel Hammersley, The English Republican tradition and eighteenth-century France : Between the ancients and the moderns, Manchester, Manchester University Press, coll. « Press Studies in Early Modern European History », 2010, XI-239 p. (ISBN 978-0-7190-7932-0, 0719079322 et 9781781702345, OCLC 5105173801, présentation en ligne), « The British origins of the chevalier d’Eon's patriotism », p. 110-122.
- Catherine Hermary-Vieille, Moi, chevalier d'Éon, espionne du roi : roman, Paris, Albin Michel, 2018, 340 p. (ISBN 978-2-226-40035-2, OCLC 1033580154, présentation en ligne).
- Octave Homberg, La Carrière militaire du chevalier d'Éon : d'après des documents inédits, Paris, Berger-Levrault, 1900, 38 p. (lire en ligne).
- Octave Homberg et Fernand Jousselin, Un aventurier au XVIIIe siècle : Le chevalier d'Éon (1728-1810), d'après des documents inédits, Paris, Plon-Nourrit et Cie,, 1904, 312 p. (OCLC 457715982).
- de La Fortelle et Peyraud de Beaussol, La Vie militaire, politique et privée de Demoiselle Charles-Geneviève-Auguste-Andrée-Timothée Éon ou d'Éon de Beaumont, Paris, Lambert, 1779, 176 p. (lire en ligne).
- de La Fortelle et Peyraud de Beaussol, La Vie militaire, politique et privée de Demoiselle Charles-Geneviève-Auguste-Andrée-Timothée Éon ou d'Éon de Beaumont, Paris, Lambert, 1er février 2012 (réimpr. Nabu Press) (1re éd. 1779), 252 p. (ISBN 978-1-274-54795-8).
- Edme-Louis Anne Le Maistre, Recherches historiques sur le sexe du chevalier d'Éon, Perriquet et Rouillé, 1855, 24 p. (lire en ligne).
- Évelyne Lever et Maurice Lever, Le Chevalier d'Éon : « Une vie sans queue ni tête », Paris, Fayard, 2009, 384 p. (ISBN 978-2-213-61630-8, présentation en ligne). Le sous-titre fait référence à la préface de l'autobiographie d'Éon.
- Louis de Loménie, Beaumarchais et son temps : études sur la société en France au XVIIIe siècle d'après des documents inédits, vol. tome 1, Paris, Michel-Lévy, 1858, 522 p. (lire en ligne), p. 405-440.
- Edith Moreels, Le Chevalier d'Éon : l'histoire du plus étrange espion de tous les temps, Marabout, coll. « Histoire et mystères », 1996, 335 p. (ISBN 978-2-501-02398-6, présentation en ligne).
- Paul Mourousy, Le Chevalier d'Éon : Un travesti malgré lui, Monaco, Le Rocher, 1998, 357 p. (ISBN 978-2-268-02917-7).
- Gilles Perrault, Le secret du Roi, tome 1 : La Passion polonaise, Paris, Le livre de poche, 1996, 640 p. (ISBN 978-2-253-13703-0, présentation en ligne).
- Pierre Pinsseau, L'Étrange Destinée du chevalier d'Éon (1728-1810), Orléans, R. Clavreuil, 1945, 261 p. (présentation en ligne).
- Jean-Michel Royer, Le Double Je : mémoires du chevalier d'Eon, Paris, B. Grasset, 1986 (ISBN 978-2-246-38001-6, présentation en ligne). Ouvrage couronné par la Société des gens de lettres.
- Sylvie Steinberg, La Confusion des sexes : Le travestissement de la Renaissance à la Révolution, Paris, Fayard, 2001, 409 p. (ISBN 2-213-60848-2, présentation en ligne).

#### Sites Internet
- Maison du Chevalier d'Éon sur tonnerre-patrimoine.
- « Le portrait du chevalier d'Éon, Saint-Patron des travestis, retrouvé » sur Slate, le 21 avril 2012.
- Le chevalier d’Eon (Charles de Beaumont, 1728-1810) sur histoire-pour-tous, le 10 mars 2011.
- Fonds d'Éon (1771-1791) sur archives-nationales.cultures.gouv.fr.
- Ariane Godbout « Du "mauvais garçon à la bonne fille" : le chevalier d’Éon et la transidentité au XVIIIe siècle » sur Le Devoir, le 13 janvier 2018.

#### Vidéos
- [vidéo] Secret d'histoire : Qui se cachait derrière le Chevalier d'Eon ? (partie 1) sur Dailymotion.
- [vidéo] Secret d'histoire : Qui se cachait derrière le Chevalier d'Eon ? (partie 2) sur Dailymotion.
- [vidéo] Secret d'histoire : Qui se cachait derrière le Chevalier d'Eon ? (partie 3) sur Dailymotion.
- [vidéo] Secret d'histoire : Qui se cachait derrière le Chevalier d'Eon ? (partie 4) sur Dailymotion.
- [vidéo] « L'ombre d'un doute - Le chevalier d'Éon un agent trop secret », sur YouTube.
- [vidéo] « D'Éon de Tonnerre, lumière de son siècle », sur YouTube.
- [vidéo] « C'est votre tour - La maison du chevalier d'Éon », sur YouTube.
- [vidéo] « Secrets d'Histoire : Chevalier d'Eon, sans contrefaçon, je suis un espion ! », sur YouTube.

#### Audio
- « Le Chevalier d'Éon, 2000 ans d'histoire sur France inter (1/2) », sur YouTube.
- « Le Chevalier d'Éon, 2000 ans d'histoire sur France inter (2/2) », sur YouTube.